# Almersbach
Almersbach là một đô thị thuộc huyện Altenkirchen, bang Rheinland-Pfalz, phía tây nước Đức. Đô thị Almersbach có diện tích km², dân số thời điểm ngày 31 tháng 12 năm 2006 là 453 người.